# アイカテック建材
アイカテック建材株式会社（アイカテックけんざい、英: AICA TECH KENZAI CO.,LTD.）は、アイカ工業子会社のセメント二次加工製品　製造・販売メーカーである。

## 概要
セメント・けい酸カルシウム・無機質繊維を主原料とした押出成形セメント板メースを主力製品とし、他に天然素材であるバーミキュライトを配合した、新しい建築素材モイスを製造・販売している。近年では石材等の荷重をパネルに負担させないメースハイブリッド工法等、新たな工法も開発。アイカ工業の100%子会社である。

## 事業所
- 本社・生産技術部・営業部
  - 東京都練馬区豊玉北6丁目5-15 アイカ東京ビル2階
- 生産拠点
  - 明野工場 - 茨城県筑西市鍋山738
  - 名古屋工場 - 愛知県海部郡大治町西條西之川25
  - 市川工場 - 兵庫県神崎郡市川町神崎769
- 営業拠点
  - 東京支店 - 東京都練馬区豊玉北6丁目5-15 アイカ東京ビル2階
    - 北海道営業所 - 北海道札幌市白石区東札幌6条5丁目1-4
    - 仙台営業所 - 宮城県仙台市若林区卸町3丁目5-11

  - 名古屋支店 - 愛知県名古屋市千種区末盛通2丁目1-1
    - 金沢営業所 - 石川県金沢市広岡2丁目13番23号 AGSビル3階

  - 大阪支店 - 大阪府大阪市中央区南船場1丁目13-27 アイカビル8階
    - 四国営業所 - 愛媛県松山市勝山町2丁目17-7 ツカサスズランビル302号

  - 九州支店 - 福岡県福岡市博多区東比恵1-60

### 旧・三菱マテリアル建材の本社・営業所（現在と異なるもののみ）
- 本社
  - 東京都中央区日本橋小舟町8-6 新江戸橋ビル2階
- 営業拠点
  - 東京支店 - 東京都中央区日本橋小舟町8-6 新江戸橋ビル2階
  - 名古屋支店 - 愛知県海部郡大治町西條西之川25
    - 金沢営業所 - 石川県金沢市長田町5-7

  - 大阪支店 - 大阪府大阪市中央区谷町1-3-5 アンフィニィ・天満橋8階
    - 四国営業所 - 愛媛県松山市越町429-7 日正山越ハイツ1-103号

  - 九州支店 - 福岡県福岡市博多区奈良屋町1-1 ヤシマ博多ビル9階

## 沿革

### 旧・三菱マテリアル建材
- 1896年（明治29年）5月 - 紡織品の製造・販売会社である三好石綿商会設立。
- 1919年（大正8年）8月10日 - 三好石綿工業株式会社に改組。
- 1958年（昭和33年）9月 - 新大進石綿盤工業株式会社及び三洋石綿工業株式会社を吸収合併し、建材・摩擦材分野に進出。
- 1969年（昭和44年）6月 - 豊国スレート株式会社（現名古屋工場）を吸収合併。
- 1972年（昭和47年）4月 - 九州菱産スレート株式会社及びミヨシボード株式会社と合併し、菱産スレート株式会社より営業権を譲り受け、社名を三菱セメント石綿工業株式会社に変更。
- 1973年（昭和48年）1月 - 社名を三菱セメント建材株式会社に変更。
- 1974年（昭和49年）6月 - 市川工場操業開始。
- 1989年（平成元年）12月 - 明野工場操業開始。
- 1992年（平成4年）10月 - ズィー・アール・コンクリート株式会社、菱和コンクリート工業株式会社及び富士見開発株式会社と合併、社名を三菱マテリアル建材株式会社に変更。
- 2007年（平成19年）7月 - 建材事業に特化。
- 2015年（平成27年）10月 - 建材事業（アスベスト起因疾患の損害賠償債務を除く）を新設分割によりアイカテック建材株式会社に承継。アイカテック建材株式会社の全株式をアイカ工業株式会社に譲渡[2][3][4]。アスベスト起因疾患の損害賠償債務のみを負う三菱マテリアル建材株式会社は、社名を株式会社エム・エム・ケイに変更。本社を東京都千代田区神田司町二丁目2番5号に移転[5]。

### アイカテック建材
- 2015年（平成27年）10月 - 旧・三菱マテリアル建材からの新設分割により、アイカテック建材株式会社を設立。アイカ工業株式会社の完全子会社となる。
- 2016年（平成28年）1月 - 本社および東京・名古屋・九州支店、金沢営業所を、アイカ工業の各拠点内に移転。

## 関連企業
- アイカ工業株式会社（親会社）